# Miszmar ha-Negew
Miszmar ha-Negew (hebr. משמר הנגב; pol. Straż Negewu; oficjalna pisownia w ang. Mishmar HaNegev) – kibuc położony w Samorządzie Regionu Bene Szimon, w Dystrykcie Południowym, w Izraelu. Członek Ruchu Kibuców (Ha-Tenu’a ha-Kibbucit).

## Położenie
Kibuc jest położony na północnej krawędzi pustyni Negew, w odległości około 32 kilometrów od Morza Śródziemnego i 13 kilometrów na północny zachód od miasta Beer Szewy. Na północ od kibucu rozciąga się wadi strumienia Grar.
W jego otoczeniu znajduje się miasto Rahat, wioska komunalna Gewa’ot Bar, wioska młodzieżowa Eszel ha-Nasi, moszawy Tifrach, Gilat i Te’aszur, beduińskie wioski Tirabin al-Sana, al-Hukuk, al-Atajka i al-Zijadne al-Nasasra. Na południowy zachód od kibucu znajduje się Camp Miszmar ha-Negew, będący główną bazą Brygady Giwati.

## Demografia
Liczba mieszkańców Miszmar ha-Negew:

## Historia
Kibuc Miszmar ha-Negew został założony w nocy z 5 na 6 października 1946, jako jedno z jedenastu osiedli żydowskich utworzonych w północnej części pustyni Negew w ramach operacji „11 Punktów na Negewie” (hebr. הנקודות, 11 HaNekudot) realizowanej przez Agencję Żydowską. Założycielami kibucu była grupa żydowskiej młodzieży z Francji, Belgii i Polski, którzy przeżyli Holocaust.
Podczas I wojny izraelsko-arabskiej w maju 1948 kibuc został odcięty przez wojska egipskie i do końca wojny znajdował się w całkowitej izolacji. Dopiero w październiku Siłom Obronnym Izraela udało się przełamać egipskie linie i dotrzeć do kibucu z zaopatrzeniem.
Po wojnie do kibucu dołączyła grupa imigrantów z Argentyny i druga grupa z Francji.

## Kultura i sport
W kibucu znajduje się ośrodek kultury z biblioteką i salą koncertową. Z obiektów sportowych jest hala sportowa, siłownia, basen kąpielowy oraz boisko do piłki nożnej.

## Edukacja
Kibuc utrzymuje przedszkole. Dodatkowo jest tutaj ośrodek prowadzący kursy nauki języka hebrajskiego (ulpan).

## Gospodarka
Lokalna gospodarka opiera się na rolnictwie. Hoduje się tu także bydło mleczne i drób.
W kibucu znajduje się zakład Polybid produkujący różnorodne plastikowe opakowania dla potrzeb rolnictwa, przemysłu spożywczego i transportu. Firma Wipe Ekologia zajmuje się transportem odpadów i ich recyklingiem.
Kibuc prowadzi także Events Centrum, które organizuje różnorodne imprezy okolicznościowe, takie jak np. wesela.

## Infrastruktura
W kibucu jest ośrodek zdrowia, warsztat mechaniczny i sklep wielobranżowy.

## Komunikacja
Z kibucu wyjeżdża się w kierunku północno-zachodnim na drogę nr 264, którą jadąc na północny wschód dojeżdża się do miasta Rahat, lub jadąc w kierunku południowo-zachodnim dojeżdża się do bazy wojskowej Camp Miszmar ha-Negew i wioski młodzieżowej Eszel ha-Nasi. Z kibucu wychodzi także lokalna droga w kierunku wschodnim. Można nią dojechać do beduińskiej wioski al-Zijadne al-Nasasra i dalej do drogi nr 310, którą jadąc w kierunku południowo-zachodnim dojeżdża się do beduińskiej wioski Tirabin al-Sana, lub jadąc w kierunku północno-wschodnim do wioski komunalnej Gewa’ot Bar i dalej do drogi ekspresowej nr 40 (Kefar Sawa–Ketura).